# Yorkville (Manhattan)
Yorkville es un barrio en el Upper East Side, en el borough de Manhattan en la Ciudad de Nueva York, Estados Unidos. Sus límites incluyen el Río Este en el Este, la Calle 96 (donde inicia el Spanish Harlem) en el Norte, la Tercera Avenida en el Oeste y la Calle 79 en el Sur. Sin embargo, los límites del Sur son debatibles. Algunos consideran la Calle 59 (los límites sur del Upper East Side, por el Central Park y el Río Este) como la frontera Sur, mientras que otros consideran que es la Calle 86 el que lo marca. La mitad occidental del barrio es considerado como el "Irishtown" ("Pueblo irlandés"). La arteria principal del barrio es la Calle 86 Este, algunas veces llamada "German Broadway" ("Broadway alemán").